# A Frail Becoming
Lost to the Living è il quarto album del gruppo musicale death metal Daylight Dies, pubblicato nel 2012.

## Tracce
1. Infidel – 5:20
2. The Pale Approach – 5:19
3. Sunset – 6:04
4. Dreaming of Breathing – 5:06
5. A Final Vestige – 5:46
6. Ghosting – 4:50
7. Hold On To Nothing – 6:09
8. Water's Edge – 1:33
9. An Heir to Emptiness – 8:43

## Formazione
- Nathan Ellis - voce
- Barre Gambling - chitarra
- Charley Shackelford - chitarra
- Egan O'Rourke - basso, voce
- Jesse Haff - batteria
- Egan O'Rourke - ingegnere del suono
- Jens Bogren - missaggio, masterizzazione
- Travis Smith - layout